# Саритерек (Актогайський район)
Саритере́к (каз. Сарытерек) — село у складі Актогайського району Карагандинської області Казахстану. Адміністративний центр Саритерецького сільського округу.
Населення — 430 осіб (2021; 620 у 2009, 1051 у 1999, 950 у 1989).
Національний склад станом на 1989 рік:
- казахи — 100 %.